# Kenneth Cook
Kenneth Bernard Cook (Sydney, 5 maggio 1929 – Narromine, 18 aprile 1987) è stato un giornalista australiano. Regista di documentari televisivi e romanziere, è meglio conosciuto per il libro Wake in Fright e per la trilogia umoristica Killer Koala.

## Biografia
Nato nel sobborgo di Lakemba a Sydney, Cook frequentò la Fort Street High School e, dopo aver lasciato la scuola, lavorò in vari ambiti in tutta l'Australia, svolgendo attività varie quali tecnico di laboratorio, giornalista, regista di documentari televisivi e gestore di un rimessaggio per barche.
Nel 1966, insieme al businessman Gordon Barton, fondò un nuovo partito politico, il Liberal Reform Group (LRG). Cook si oppose fermamente alla guerra del Vietnam e si candidò (senza successo) come candidato del LRG per il seggio di Parramatta nelle elezioni federali australiane del 1966.
Appassionato di lepidotterologia amatoriale, Cook fondò il primo allevamento di farfalle in Australia sulle rive del fiume Hawkesbury negli anni '70.
Diversi romanzi di Cook sono stati adattati per il grande schermo. Wake in Fright è stato filmato nel 1971 da Ted Kotcheff, con Donald Pleasence e Gary Bond (uscito in Europa e negli Stati Uniti con il titolo Outback). Stockade è stato girato da Ross McGregor e Hans Pomeranz, sempre nel 1971. Nel 1976 The Bushranger è stato adattato in un telefilm, con Leonard Teale, John Hamblin e Kate Fitzpatrick. Cook scrisse anche un episodio della serie televisiva australiana per bambini La goletta di capitan McGill (1970).
Nel 2007 il romanzo di Cook The Man Underground è stato adattato in un radiodramma da ABC Radio National.
Un'intervista audio di 72 minuti con Cook, realizzata da Hazel de Berg, è stata registrata nel 1972, in cui discute della sua famiglia, del suo lavoro per l'ABC, del contesto di Wake in Fright, delle sue avventure nella produzione cinematografica e dei suoi romanzi. L'intervista è conservata nella collezione della National Library of Australia.
Scrisse anche romanzi sotto gli pseudonimi Alan Hale e John Duffy.

### Vita privata
Cook fu sposato con Patricia Hickie, da cui ebbe quattro figli prima del divorzio. Morì di infarto nel 1987, all'età di 57 anni, mentre era in campeggio con la sua seconda moglie, Jacqueline Kent.

### Romanzi
- Wake in Fright, 1961.
- Chain of Darkness, 1962.
- Alan Hale, Vantage to the Gale, 1963.
- Alan Hale, Wanted Dead, 1963.
«adattato cinematograficamente come The Bushranger (1976)»
- John Duffy, The Take, 1963.
- Stormalong, 1963.
- Tuna, 1967.
- The Wine of God's Anger, 1968.
- Piper in the Market-place, 1971.
- Bloodhouse, 1974.
- Eliza Fraser, 1976.
- The Man Underground, 1977.
- Play Little Victims, 1978.
- Pig, 1980.
- The Film-Makers, 1983.
- The Judas Fish, 1983.
- Fear is the Rider, 2016.

### Raccolte di racconti
- The Killer Koala, 1986.
- Wombat Revenge, 1987.
- Frill-Necked Frenzy, 1987.

### Saggistica
- Blood Red Roses, 1963.

### Opere per la televisione
- I'm Damned If I Know, 1972.